# Pirata piraticus
Pirata piraticus là một loài nhện trong họ Lycosidae. Loài này được phát hiện ở châu Âu.